# الجزيرة مباشر مصر
الجزيرة مباشر مصر هي قناة تلفزيونية تابعة لشبكة الجزيرة كانت مختصة في الشأن المحلي المصري، ونهجت في تغطيتها نهج الجزيرة مباشر من حيث اتساع المجال أمام صحافة المواطن.

## القناة والثورة المصرية
كان لقناة الجزيرة مباشر مصر دور كبير ومهم في الثورات العربية والثورة المصرية. حيث قامت بأبراز أحداث الثورة لحظة بلحظة. مما جعلها قبلة كثير من المشاهدين المصريين لمعرفة ما يجري على الأرض من أحداث.

## إغلاق القناة
أعلنت قناة الجزيرة مباشر مساء الأثنين 22 ديسمبر 2014، وقف البث بشكل مؤقت من العاصمة القطرية الدوحة لحين توافر الظروف المناسبة، لعودة البث من القاهرة خلال الفترة المقبلة، بحسب البيان، وقالت الجزيرة في بيان تلته إحدى مذيعاتها إن القناة سوف تغلق مكتب القناة بقطر، وأنها ستبث آخر مواجيزها من الدوحة لحين توافر الظروف المناسبة، لعودة البث من القاهرة، فيما لم تحدد القناة موعد عودة البث.

## الجزيرة مباشر 2
تم إطلاق قناة الجزيرة مباشر 2 بدلاً منها بعد ذلك